# 인터넷 익스플로러 6
마이크로소프트 인터넷 익스플로러 6(Microsoft Internet Explorer 6, IE6)은 마이크로소프트에서 윈도우용으로 개발한 웹 브라우저이다.
인터넷 익스플로러 6은 윈도우 XP의 개발이 마무리되고 며칠 후인 2001년 8월 27일에 출시되었다. 인터넷 익스플로러 6은 윈도우 XP와 윈도우 서버 2003에 기본으로 탑재되는 웹 브라우저였고 윈도우 NT 4.0, 윈도우 98, 윈도우 98 SE, 윈도우 ME, 윈도우 2000에도 설치할 수 있다. 인터넷 익스플로러 6 서비스 팩 1은 윈도우 NT 4.0, 윈도우 98, 윈도우 98 SE, 윈도우 ME, 윈도우 2000을 지원하는 마지막 버전이다.
2006년 PC월드의 '전대 미문의 최악의 기술' 25위 중 8위에 선정되기도 했다.
윈도우 NT 4.0용은 2004년 12월 31일, 윈도우 98, 윈도우 98 SE, 윈도우 ME용은 2006년 7월 11일, 윈도우 2000용은 2010년 7월 13일, 윈도우 XP, 윈도우 서버 2003, 윈도우 서버 2003 R2용은 2011년 12월 31일에 지원이 종료되었다.

## 개요
인터넷 익스플로러 6은 이전 버전에 비해서 많은 개선 사항이 있었다. IE6은 CSS 지원이 강화되었고 여러 가지 버그를 개선했다. 또한 IE6은 윈도우 XP의 루나 인터페이스와 비슷한 새로운 인터페이스를 공개했다.
추가로 IE6은 DHTML 향상, DOM 레벨 1과 SMIL 2.0을 부분적으로 지원한다. MSXML 엔진도 3.0으로 업데이트되었다. 인터넷 익스플로러 관리 도구(IEAK)와 미디어 표시줄, 윈도우 메신저 통합, 자동 그림 크기 조절, P3P 등도 지원한다. 하지만 인터넷 익스플로러 6은 X 비트맵, 고퍼 프로토콜을 더 이상 지원하지 않게 되었다.
2004년 모질라 파이어폭스가 출시되면서 서서히 점유율을 늘려갔고 인터넷 익스플로러 6의 점유율은 조금씩 떨어져갔다. 이에 마이크로소프트는 급히 인터넷 익스플로러의 다음 버전 개발을 시작하였고, 인터넷 익스플로러 6이 출시된 지 5년만인 2006년에 인터넷 익스플로러 7을 출시했다.

## 시장 점유율
인터넷 익스플로러 6은 2001년부터 2006년까지 가장 많이 쓰이는 웹 브라우저였다. 인터넷 익스플로러의 모든 버전은 당시 전체 웹 브라우저 시장에서 점유율 95%를 차지하고 있었다. 2001년 IE6이 발표된 후 사용자들이 IE6으로 업데이트함에 따라 IE6의 점유율이 빠르게 높아져 갔고, 2003년에는 IE6이 90%가 넘는 점유율을 차지하였다. 하지만 2004년 모질라 파이어폭스가 출시되면서 IE6의 점유율이 조금씩 떨어져갔고, 2007년부터는 모질라 파이어폭스와 인터넷 익스플로러 7의 점유율이 급격히 상승하면서 인터넷 익스플로러 6의 시장 점유율이 급락하였다.
2011년 12월 기준 전 세계 인터넷 익스플로러 6의 웹 브라우저 시장 점유율은 2 ~ 7%이다.

2015년 12월 기준 전 셰계 인터넷 익스플로러 6의 사용자는 거의 없다.

## 지원 플랫폼
인터넷 익스플로러 6은 윈도우 98, 윈도우 98 SE, 윈도우 ME, 윈도우 NT 4.0(서비스 팩 6a), 윈도우 2000, 윈도우 XP와 윈도우 서버 2003에서 지원한다. 서비스 팩 1까지는 이 모든 버전을 지원하지만 서비스 팩 2는 윈도우 XP 서비스 팩 2와 윈도우 서버 2003 서비스 팩 1의 일부로만 나온다. 서비스 팩 3은 윈도우 XP 서비스 팩 3의 일부로 나온다. 윈도우 NT 4.0, 윈도우 98, 윈도우 98 SE, 윈도우 2000, 윈도우 ME에서 인터넷을 사용하려면 인터넷 익스플로러 5로는 불가능하고 이버전으로 업그레이드 해야지 사용할 수 있다.

## 출시 역사
| 메이저 버전 | 마이너 버전 | 출시 날짜       | 주요 변경사항 | 이 버전을 포함한 프로그램                |
| ----------- | ----------- | --------------- | --- | ---------------------------------------- |
| 버전 6      | 6.0 베타 1  | 2001년 3월 22일 | CSS 변경사항과 W3C 준수용 버그 수정. |                                          |
| 버전 6      | 6.0         | 2001년 8월 27일 | 정식 버전. | 윈도우 XP                                |
| 버전 6      | 6.0 SP1     | 2002년 9월 9일  | 보안 패치. 윈도우 Me. 2000. 98. NT 4.0에서 호환되는 마지막 버전.                                                                        | 윈도우 XP SP1, 윈도우 서버 2003          |
| 버전 6      | 6.0 SP2     | 2004년 8월 25일 | 보안 패치. 팝업/액티브X 차단. 애드온 관리자.                                                                                            | 윈도우 XP SP2, 윈도우 서버 2003 SP1, SP2 |
| 버전 6      | 6.0 SP3     | 2008년 4월 21일 | 윈도우 XP 서비스 팩 3을 포함한 업데이트 포함.                                                                                           | 윈도우 XP SP3                            |
| 버전 6      | 6.05        | 2003년 10월 1일 | 윈도우 롱혼 개발 중에 임시 적용된 버전이다. 이후 롱혼 프로젝트가 뒤집히고 인터넷 익스플로러 7.0 베타로 전환되면서 해당 버전을 폐기했다. | 윈도우 롱혼 빌드 3706~                   |

## IE6 퇴출 운동
2001년 처음 출시된 인터넷 익스플로러 6은 보안에 취약하고, 최신 기술을 지원하지 않고, 웹 표준을 거의 따르지 않는 웹 브라우저이다. 이 때문에 개발자들은 웹 표준을 잘 지킨 브라우저에서도 웹 페이지가 잘 보이고, 웹 표준을 지키지 않는 IE6에서도 웹 페이지가 잘 보이도록 이중 작업을 해야 한다. 이는 불필요한 시간과 인력이 낭비되고 IT 산업에 악영향을 초래하게 된다. 이러한 악영향을 줄이기 위해 전 세계에서 IE6을 퇴출하기 위한 운동을 벌이고 있다.
한 예를 들어, 미국에서는 IE6의 장례식을 거행하기도 하였고, 마이크로소프트 측에서도 이 장례식에 꽃을 보내기도 하였다.
IE6은 웹 표준을 거의 지키지 않은 브라우저였으나 출시 당시에는 IE6의 점유율이 매우 높았기 때문에 이러한 문제점은 거의 드러나지 않았다. 그러나 오페라, 파이어폭스, 크롬 등 웹 표준을 준수한 웹 브라우저들이 출시되면서 IE6의 문제점의 드러나기 시작했고 이후로 IE6 퇴출 운동이 본격화됐다.
대한민국은 2009년 당시 IE6의 시장 점유율이 50%에 육박했으나, IE6 퇴출 운동, 상위 버전의 IE로 업데이트 또는 다른 웹 브라우저 권장에다가 2014년 4월 8일 윈도우 XP의 지원이 중단되며 2013년 8월 기준 IE6의 점유율은 2% 아래로 떨어졌다.
구글은 2010년 2월 28일부터 IE6의 일부 지원을 중단하였으며, 다음, 네이버, 네이트 등 대한민국의 포털 사이트와 일부 게임 사이트들도 2011년 12월 31일부터 역시 IE6의 모든 지원을 중단하였다.
따라서 2012년 이후부터는 인터넷 익스플로러 6으로 대부분의 웹 사이트를 정상적으로 표시할 수 없으며, 이 버전을 지원하는 윈도우 XP를 사용 중일 경우 최신 버전인 인터넷 익스플로러 8로 업그레이드해야 한다.

## 같이 보기
- 웹 표준
- 대한민국의 웹 호환성 문제